# Hafning bei Trofaiach
Hafning bei Trofaiach là một đô thị thuộc huyện Leoben bang Steiermark, nước Áo. Đô thị Hafning bei Trofaiach có diện tích 76,34 km², dân số thời điểm cuối năm 2008 là 1647 người.